# Aphomia
Aphomia is een geslacht van vlinders uit de familie van de snuitmotten (Pyralidae) en de onderfamilie Galleriinae.

## Soorten
- A. aegidia (Meyrick, 1887)
- A. agramma (Lower, 1903)
- A. argentia Whalley, 1964
- A. astericta Turner, 1937
- A. baryptera (Lower, 1901)
- A. burellus Holland, 1900
- A. caffralis Hampson, 1917
- A. cissinobaphes (Turner, 1906)
- A. curvicostella (Zerny, 1914)
- A. curvicostellus Zerny, 1914
- A. disema (Lower, 1905)
- A. distictella Hampson, 1917
- A. erumpens (Lucas, 1898)
- A. eucheliellus Snellen, 1900
- A. foedella (Zeller, 1839)
- A. fulminalis Zeller, 1872
- A. fuscolimbellus Ragonot, 1901
- A. grisea Turati, 1913
- A. homochroa (Turner, 1905)
- A. isodesma Meyrick, 1886
- A. melli Caradja, 1933
- A. monochroa Hampson, 1912
- A. murciella (Zerny, 1914)
- A. murciellus Zerny, 1914
- A. murinus (Wallengren, 1875)
- A. ochracea Hampson, 1917
- A. odontella Hampson, 1898
- A. opticogramma Meyrick, 1936
- A. phloeomima (Turner, 1911)
- A. pimelodes Meyrick, 1936
- A. poliocyma Turner, 1937
- A. pygmaealis Caradja, 1935
- A. radiatalis Lucas, 1946
- A. sabella (Hampson, 1901)
- A. sociella (Linnaeus, 1758) - hommelnestmot
- A. spodoptera (Lower, 1907)
- A. spoliatrix Christoph, 1881
- A. terrenella Zeller, 1848
- A. unicolor (Staudinger, 1880)
- A. variegatella Hampson, 1901
- A. vinotincta Hampson, 1908
- A. zelleri - Duinmosmot Joannis, 1932